# Департамент таможенных сборов Министерства финансов Российской империи
Департамент таможенных сборов — орган управления таможенным делом и карантинной частью в Российской Империи c 26 октября 1864 по 29 июня 1918.

## История
Первое правительственное учреждение по делам торговли, Коммерц-коллегия, было создано Петром Первым в 1715 и просуществовало до 1810 года.
В 1802 учреждены министерства. Коммерц-коллегия подчинена Министерству Коммерции.
В 1810 Коммерц-Колегия была подчинена Министру Финансов в связи с передачей дел Министерства Коммерции в Министерство Финансов и Министерство внутренних дел.
23 сентября 1811 - создания Временного Департамента Коммерц-Коллегии. Временный Департамент принял дела из Департамента Министерства Коммерции и из Коллегии.
25 октября 1811 открылся Департамент Внешней Торговли Министерства Финансов. Временный Департамент Коммерц-Коллегии упразднен в 1823-1829 годах.
Орган образован 26 октября 1864 переименованием Департамента внешней торговли в связи с передачей в Департамент торговли и мануфактур всех дел по внешней торговле (Отделения внешних торговых сношений).
B годы Первой мировой войны на департамент были возложены разработка и наблюдение за проведением мероприятий, связанных с запрещением вывоза товаров за границу в связи с войной — Междуведомственное совещание при Департаменте таможенных сборов для обсуждения вопросов, связанных с запрещением вывоза товаров за границу в связи с войной (октябрь—декабрь 1916).
B 1917 в составе департамента было создано Особое делопроизводство по вывозу разных товаров за границу.
Реорганизован в Главное управление таможенного контроля в ведении Народного комиссариата торговли и промышленности.

## Структура

### Таможенные округа
Округа Таможенного департамента Министерства финансов, по наблюдению границы Империи:
| 1. Петроградский. Начальники:                                                          |                                                                                     |
| -------------------------------------------------------------------------------------- | ----------------------------------------------------------------------------------- |
| Этот раздел нужно дополнить . Пожалуйста, улучшите и дополните раздел. ( 15 мая 2018 ) |                                                                                     |
|                                                                                        | Этот раздел нужно дополнить. Пожалуйста, улучшите и дополните раздел. (15 мая 2018) |

| 2. Виленский. Начальники:                                            |
| -------------------------------------------------------------------- |
| c 22 июня 1896 по 13 октября 1898 — Андрей Павлович Мартинович;      |
| c 18 декабря 1898 по 12 июля 1902 — Альфред Ксаверьевич Кукель;      |
| c 12 июля 1902 по 13 июня 1904 — Павел Иванович Савин;               |
| c 30 июля 1904 по 10 июля 1908 — Николай Феликсович Оношкович-Яцына; |
| c 14 июня 1910 по 1 июня 1912 — Алексей Александрович Арсеньев;      |

| 3. Варшавский. Начальники:                                           |
| -------------------------------------------------------------------- |
| c 24 июня 1896 по 1 августа 1899 — Николай Антонович Усов;           |
| c 12 ноября 1899 по 29 сентября 1905 — Аполлон Алексеевич Веденяпин; |
| c 6 октября 1905 по 11 марта 1911 — Николай Алексеевич Коротнев;     |
| c 1 апреля 1911 по 1 июня 1912 — Алексей Фёдорович Сабанеев;         |

| 4. Радомский. Начальники:                                        |
| ---------------------------------------------------------------- |
| c 5 мая 1896 по 30 июля 1904 — Герман Петрович Скерст;           |
| c 1 октября 1904 по 30 июля 1908 — Эспер Аркадьевич Теляковский; |
| c 6 февраля 1909 по 1 июля 1910 — Гаврил Алексеевич Любомудров;  |

| 5. Радзивиловский. Начальники:                                      |
| ------------------------------------------------------------------- |
| c 4 февраля 1883 по 17 сентября 1885 — Пётр Алексеевич Вадбольский; |
| c 11 октября 1885 по 26 февраля 1895 — Владимир Иванович Благой;    |
| c 17 марта 1895 по 17 мая 1897 — Яков Васильевич Андреевский;       |
| c 23 мая 1897 по 12 ноября 1899 — Аполлон Алексеевич Веденяпин;     |
| c 12 июля 1902 по 5 ноября 1904 — Альфред Ксаверьевич Кукель;       |

| 6. Южный. Начальники:                                                                  |                                                                                     |
| -------------------------------------------------------------------------------------- | ----------------------------------------------------------------------------------- |
| Этот раздел нужно дополнить . Пожалуйста, улучшите и дополните раздел. ( 15 мая 2018 ) |                                                                                     |
|                                                                                        | Этот раздел нужно дополнить. Пожалуйста, улучшите и дополните раздел. (15 мая 2018) |

| 7. Батумский. Начальники:                                                              |                                                                                     |
| -------------------------------------------------------------------------------------- | ----------------------------------------------------------------------------------- |
| Этот раздел нужно дополнить . Пожалуйста, улучшите и дополните раздел. ( 15 мая 2018 ) |                                                                                     |
|                                                                                        | Этот раздел нужно дополнить. Пожалуйста, улучшите и дополните раздел. (15 мая 2018) |

| 8. Бакинский. Начальники:                                                              |                                                                                     |
| -------------------------------------------------------------------------------------- | ----------------------------------------------------------------------------------- |
| Этот раздел нужно дополнить . Пожалуйста, улучшите и дополните раздел. ( 15 мая 2018 ) |                                                                                     |
|                                                                                        | Этот раздел нужно дополнить. Пожалуйста, улучшите и дополните раздел. (15 мая 2018) |

| 9. Туркестанский. Начальники:                                                          |                                                                                     |
| -------------------------------------------------------------------------------------- | ----------------------------------------------------------------------------------- |
| Этот раздел нужно дополнить . Пожалуйста, улучшите и дополните раздел. ( 15 мая 2018 ) |                                                                                     |
|                                                                                        | Этот раздел нужно дополнить. Пожалуйста, улучшите и дополните раздел. (15 мая 2018) |

Кроме того, ряд таможенных учреждений находился вне округов, в том числе в Средней Азии, в Сибири, в Приморском и Приамурском крае.

## Список директоров
- кн. Дмитрий Александрович Оболенский (с 26 октября 1864 по 3 марта 1870)
- Фёдор Густавович Тернер (с 3 марта 1870 по 16 октября 1870)
- Николай Александрович Качалов (с 16 октября 1870 по 12 февраля 1882)
- Лев Фёдорович Тухолка (с 12 февраля 1882 по 16 марта 1894)
- Николай Иванович Белюстин (с 18 марта 1894 по 1908)
- Сергей Дмитриевич Ган (с 21 июня 1908 по 10 февраля 1914)
- Сергей Андреевич Шателен (с 3 марта 1914 по 7 октября1916)
- Сергей Александрович Гринвальд (с 17 октября 1916 по 1917)